# Carlisle (circonscription britannique)
Pour les articles homonymes, voir Carlisle (homonymie).
Circonscription parlementaire de la Chambre des communes
La circonscription de Carlisle est une circonscription électorale anglaise située dans le comté de Cumbria et représentée à la Chambre des communes du Parlement britannique.